# 中华人民共和国农业史
4000余年来，中国一直是农民為主的国家。到1949年中华人民共和国成立时，農業仍是主軸，几乎所有的耕地都在耕作；几个世纪前建成的灌溉和排水系统运作良好，精耕细作的方式已经产生了相对较高的产量。有限的古老耕地仍可用于支持人口增长和经济发展。但是，大跃进造成了农业生产的大幅下降（1958-1960年），这之后，1980年代实施的农业改革提高了单位产量，而且後續還有增長。 

## 自1949年以来
自1949年以来，中国的领导人尝试了各种大规模的社会实验来促进农业生产。首先，一个大规模的土地改革计划消除了地主，并将土地交给了实际耕种者。接下来，农户逐渐成为合作社、集体，最后是人民公社。在经历了二十五年以上的公社经验后，官员们取消了这些机构，因为这些机构过于官僚和僵化，无法应对农业生产的灵活需求。此外，农场生产激励在公社制度下衰弱。1978年，中国领导人开始实施深远的农业改革计划。组织了乡镇和村庄，并将新的激励措施纳入了将农民与经济合作社和企业捆绑在一起的合同关系。
自1949年革命以来，中国已将大部分投资和行政資源投入了工业部门。一般而言，农业部门只有在领导人认为该部门开始抑制中国整体经济发展时才受到特别关注。农业生产基本能够跟上人口增长的步伐，但没有足够快地提高生活水平。粮食、纤维、食用油、糖、水果、蔬菜、鱼、肉、蛋和乳制品的人均消费仍然很低。农业部门产生的货物价值增长了，但速度不及经济中其他部门的产出。1949年，该国约一半的产值来自农业部门。到1955年，这一比例下降到41％，到1965年下降到31％，并在1975年再下降至25％。但是，1980年代初发起的农业改革使农业在1985年增长到GDP的33％。与此同时，全国60％以上的劳动力从事农业。
1980年代后期，中国的农业生产需求不断增长，并结合了经过时间考验的农业方法和现代农业技术。但是，中国地理和人口规模庞大，且存在多样性，这给中国的决策者和执行者带来了独特的挑战。

## 1980年代农业经济改革
在1980年代后期，中国仍然是农业大国。截至1985年，大约63％的人口生活在农村，近63％的全国劳动力从事农业（见中国流动人口）。现代技术在广阔的农田中传播缓慢，导致农业产量增长落后于其他经济部门的产量增长。农业生产总值在GNP中的比例从50年代初的43％下降到1985年的29％左右。与其他经济部门相比，农业的低增长率反映出一个事实，即与其他產業大量使用现代生产辅助工具相比，这个时代的农民使用机械和电力要少得多。在责任制下，农户和集体组织购置了大量新机器，特别是小型拖拉机和卡车。1979年至1985年期间，农民的农业机械动力增加了近30％，但仍然低于每人1马力（0.75千瓦）。
在1980年代初之前，大部分农业部门都是按照三级公社制来组织的。有超过5万个人民公社，而大部分公社的成员有约3万人。每个公社都由大约十六个生产大队组成，每个生产队都由七个左右的生产队组成。生产队是基本的农业集体单位。他们相当于小村庄，通常包括约30户和100至250位成員。公社、大队和生产队拥有所有主要的农村生产资产，并在农村提供几乎所有的行政、社会和商业服务。农场家庭收入中最大的部分是净团队收入份额，根据每个人为集体努力贡献的工作量进行粮食和其他日用品的分配。
到1984年底，约98％的老生产队采用了家庭联产承包责任制，除249个乡镇外的所有乡镇都已解散，政府职能转移到91,000个乡镇政府。生产队组织被94万个村委会所取代。在责任制下，农户不再把大部分精力投入集体生产，而是通常与村镇签订合同，在特定的土地上种植特定作物。收获后，必须以预定价格将一定数量的作物出售给该单位，超过该数量的任何产量都是该家庭的财产，不论是在市场上销售还是自行消费。除了交付集体承包的额度外，农民还可以自行决定生产什么和如何生产。
改革开放后，市场活动在农村经济中发挥着核心作用。农民能够在农村或城市自由市场上出售了越来越多的农产品，并可以购买以前由大队或生产队提供的许多产品。一个在市场环境中蓬勃发展的新兴机构是“专业户”。专业户以企业家的经典模式运作，购买或租用设备以生产本地供应不足的服务。一些最常见的专业是卡车司机、养鸡、养猪和农业技术服务，如灌溉和病虫害防治。与普通农民相比，许多专业户变得相当富裕。
新的经济环境和放宽对农村居民流动的限制，为农村盈利企业创造了无数机会。出现了被称为“农村经济联合社”的城镇，农村和合作社建立了小型工厂、加工业务、施工队伍、餐饮服务以及其他非农业服務。许多这些组织与城市企业有联系，因为这些企业发现这些农村单位的服务比那些正式的城市单位的服务更便宜，效率更高。
这些非农企业在农村的发展创造了大量新的就业机会，使许多不再需要农业的工人“离开土地但仍留在农村”，农村经济结构发生了重大变化，农村收入也随之增加。1986年，农村非农企业雇佣了农村劳动力的21％，并首次创造了农村产值的一半以上。
虽然新农村系统的主要特点是家庭进行农业生产获得利润，集体组织仍然发挥了重大作用。农地仍然由乡镇政府所有，这决定了农民承包种植的农作物和合同的财务条款。许多乡镇政府也从事重大创业活动，建立工厂、加工厂、砖瓦厂和其他大型企业。另外，灌溉系统、发电厂、学校和诊所等公共工程的维护和运营，一般仍被视为集体管理部门的责任。
国家农场的4％是由国营农场种植的，1985年雇用了490万人。国营农场由政府拥有和经营，就像工业企业一样。管理是董事的责任，而工人则可以定期得到定额工资，尽管责任制度的一些内容是在1980年代中期引入的。国营农场遍布中国，但人数最多的是位于边境或偏远地区，包括新疆西北部、内蒙古、东北三省（黑龙江、辽宁和吉林省），以及东南部省份如广东、福建和江西。